# Gà Kosovo
Gà Kosovo hay còn gọi là gà gáy dai Kosovo (Kosovo Longcrower) là một giống gà có nguồn gốc ở Kosovo thuộc Nam Tư cũ, nay thuộc về Sebia. Nó được phát triển như một giống Landrace trong khu vực của Drenica ở Kosovo và do đó trong tiếng Albani nó thường được gọi là con gà của Drenica. Giống gà này đặc biệt với tiếng gáy kéo dài, thậm chí kéo dài đến 1 phút.

## Lịch sử
Các giống gà này có nguồn gốc trong khu vực của Kosovo và khu vực xung quanh. Trước năm 2011, đây là một giống gà hiếm khi giữ, tuy nhiên nó được nuôi giữ ở nơi rộng rãi trên khắp châu Âu. Do những đặc điểm và khả năng độc đáo của nó (tiếng gáy kéo dài) nó trở nên phổ biến giữa các nhà nhân giống gia cầm. Từ Kosovo giống gà này lây lan sang các nước vùng Balkan khác. Ngày nay, nó được tìm thấy tại Kosovo, Serbia, Bosnia và Herzegovina, Montenegro, Macedonia, Croatia, Slovakia, Cộng hòa Séc, Áo, Đức, Ba Lan và Thụy Điển.

## Đặc điểm
Những con gà về tổng thể có màu đen. Những con gà trống có thể có một vài cánh lông màu đỏ hoặc vàng trên cánh. Theo thời gian, các đốm trắng có thể xuất hiện trên lông vũ của nó, đó là một dấu hiệu của sự lão hóa. Trên đầu có một đỉnh đặc trưng của những chiếc lông màu đen. Có thể có hai cái sừng ngắn đối xứng trên mũi của nó, giống như sừng của một con dê. Trong hầu hết các trường hợp lược hình chữ V của chúng (đỉnh) nghiêng về phía trước. Mỏ của nó là màu vàng (hoặc hoàng kim), hoặc thậm chí màu trắng, trong khi bàn chân chủ yếu là màu xanh ô liu, cũng như màu xám.
Giống này thuộc về nhóm giống gà gáy dài, trung bình của nó gáy kéo dài từ 20-40 giây, những con đặc biệt sẽ diễn ra trong 60 giây. Con gà bắt đầu gáy khi sáu đến bảy tháng tuổi. Các loại có chân màu xanh lá cây luôn luôn có một cái mỏ vàng-vàng, và tiếng gáy của họ chúng dài, hoặc thậm chí vượt quá 1 phút, đuôi của gà trống có một số thanh kiếm hình lông dài hơn và nó được tổ chức thẳng (ngang với cơ thể). Khi nhỏ, những con gà có màu nâu sẫm. Những con gà trống nặng 2-3,25 kg và gà mái 1,5–2 kg. Gà mái đẻ khoảng 160 trứng mỗi năm và trứng nặng khoảng 55-60 g trọng lượng. Một con gà bắt đầu đẻ trứng khi tám tháng tuổi. Gà con nở ra màu nâu. 